# Anolis ibague
Anolis ibague (ібагейський аноліс) — вид ігуаноподібних ящірок родини анолісових (Dactyloidae). Ендемік Колумбії.

## Поширення і екологія
Ібагейські аноліси відомі за типовим зразком, зібраним в околицях міста Ібаге в департаменті Толіма.